# 那須正幹
那须正幹（日语：／ Nasu Masamoto，1942年6月6日—2021年7月22日）是日本儿童文学作家。他出身于广岛县广岛市的己斐村（现广岛市西区己斐町），代表作为“活宝三人组”系列小说。 自1978年开始，晚年的那须正幹就定居在山口县的防府市。 2021年7月22日，那须正幹因肺气肿过世，享年79岁。

## 人物简历

### 早年境况
1945年8月6日，盟军在日本广岛市投放原子弹时，那须正幹在庚午北町（现广岛市西区）的家中。原子弹爆炸时，他正在母亲的背上。 4岁时，他在附近的新延辉雄（新延輝雄）家做客时，得到了一个“知识分子”的绰号。

## 关联人物
| - 村川隆 - 吉本直志郎 - 加藤多一 - 肥田美代子 - 松田司郎 | - 木暮正夫 - 藤田登 - 前川一夫 - 高桥信也 - 原田大二郎 |